# Бой подушками
Бой подушками (или подушечный бой) — распространённая детская игра, в которую порой могут играть и взрослые. Представляет собой имитацию сражения ручным оружием, в качестве которого используют подушки.
Подушечные бои часто затевают дети в детской спальне, когда взрослые их не видят.
Для удобства и увеличения эффективности удара подушку нужно держать за угол, часто этот угол перекручивают, тогда образуется своеобразная «рукоятка». Также подушка может использоваться как «метательное оружие» (при бросании её в противника).
Подушечные бои пуховыми подушками очень часто заканчиваются разрыванием подушек, что приводит к разлетанию перьев из них по комнате. Однако в современные подушки вместо пера часто помещают цельный блок искусственного наполнителя.

## «Подушечные бои» в Японии
Макура-Нагэ' (яп. 枕投げ, まくらなげ) игра, популярная у японских детей. Она отличается от традиционного подушечного боя, так как участники преимущественно кидают друг в друга подушки, а не дерутся ими. Слово «макура» означает «подушка», а «нагэ» — бросать. Особенно часто дети устраивают такую битву в летних лагерях после отбоя, когда хлопчатобумажные матрацы разложены на татами, и всё готово для сна.
В игре нет каких-то специальных правил, но в наше время некоторые японские гостиницы устраивают соревнования по Макура-Нагэ для привлечения постояльцев.
Во многих мангах и аниме, сцена Макура-Нагэ используется для создания ностальгической атмосферы, в воспоминаниях героев о своём детстве.

## Организованные бои

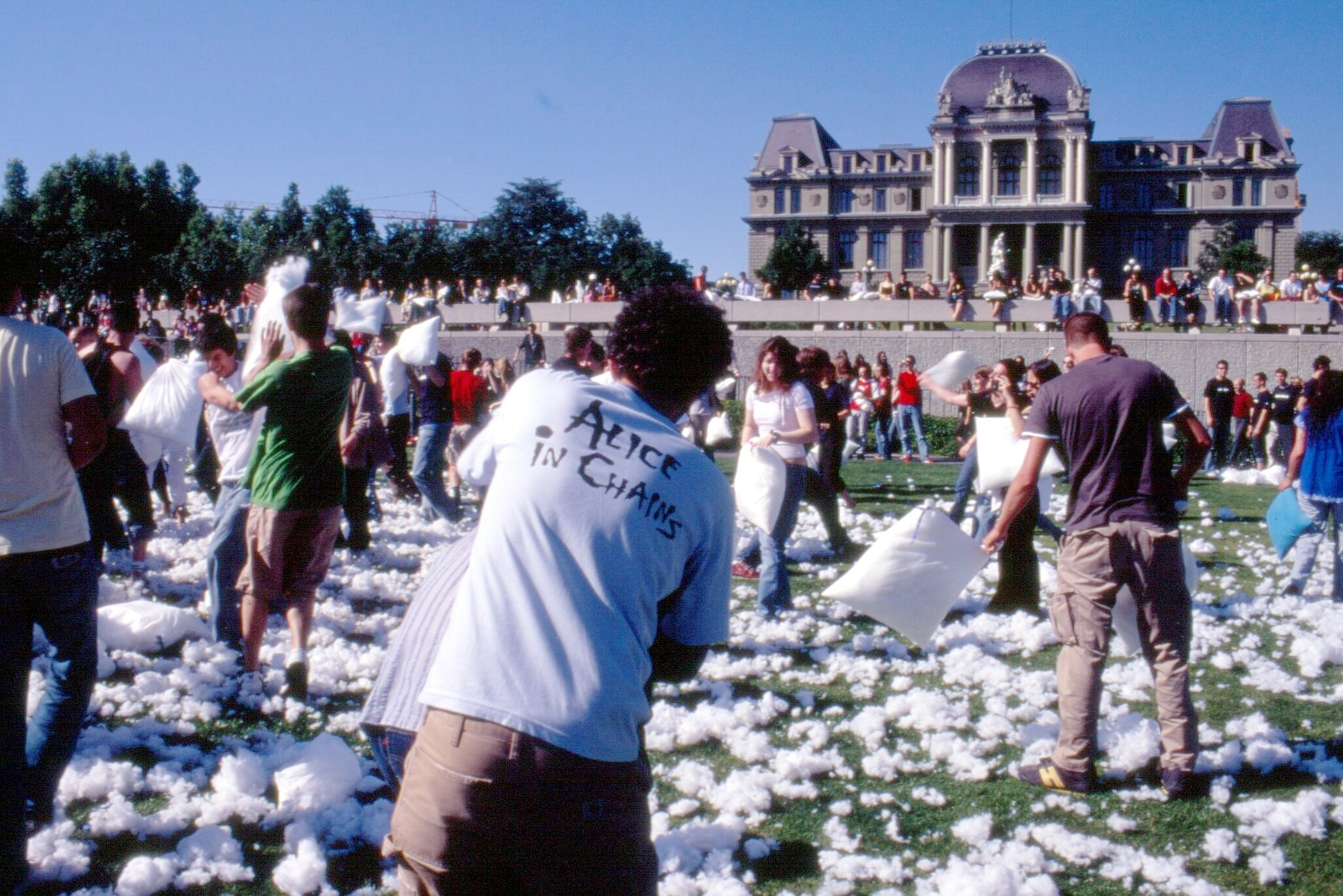
Подушечный бой в Лозанне, на лужайке перед зданием суда

17 апреля 2005 года студенты Университета в Олбани (Нью-Йорк) установили мировой рекорд, проведя самый масштабный подушечный бой в истории, в котором приняли участие 3648 человек, в присутствии наблюдателей от Книги рекордов Гиннесса Предыдущий рекорд, установленный в Нидерландах в городе Гронинген (бой на 2997 человек), продержался всего 11 дней. Среди прежних рекордсменов Университет Дьюка и Уорикский университет. 
Подушечный бой прочно вошёл во флешмоб-культуру, бои происходят на улицах многих городов.
Бой на подушках — один из типов схваток среди женщин-рестлеров в World Wrestling Entertainment (WWE). Чаще всего этот вид схваток обозначается в расписании как Lingerie Pillow Fight, участницы «состязаются» на ринге в нижнем белье и босиком, а само действие имеет мало общего с обычными боями рестлеров. После таких боёв все участницы и ринг полностью осыпаны пухом.
В январе 2007 года информационное агентство Рейтерс сообщило о «Лиге Подушечного Боя» (Pillow Fight League), которая проводит выступления в барах города Торонто. Заранее отобранные женщины-бойцы получают небольшую плату за регулярные выступления. Правила звучат как «no lewd behavior, and moves such as leg drops or submission holds are allowed as long as a pillow is used».
Колумбийский университет ввёл подушечные бои в традицию. Они проходят дважды в год на предэкзаменационной неделе. Студенты с криками бегают по кампусу и дерутся подушками в последнее воскресенье перед сессией, для снятия стресса.
Бои подушками могут использоваться и как патриотические акции. В частности 8 сентября 2009 года в Минске прошла битва подушками в честь 495-летия битвы под Оршей  Архивная копия от 9 октября 2009 на Wayback Machine.

## Флешмобы

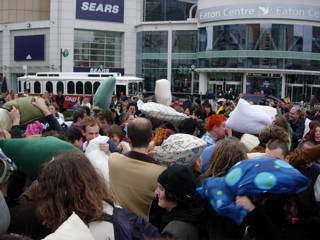
«Бой подушками» в центре Торонто

Бой подушками — изначально один из классических сценариев флешмоба (точнее экстрим-моба). Этот моб обрёл большую популярность, в результате чего он стал самостоятельным культурным явлением. Заранее договорившись посредством Интернета или других сетевых технологий, участники стекаются с разных концов города в условленное место к определённому времени. При себе они имеют спрятанные подушки, чтобы окружающие ничего не заподозрили раньше времени. В определённую секунду или по звуковому сигналу (свистку), мобберы выхватывают подушки и начинается бой. Битва может продолжаться как считанные минуты, так и несколько часов.
Стали появляться специальные клубы борьбы на подушках. Более того, с 2008 года началось регулярное проведение глобальной акции «День борьбы на подушках».